# Djokhar Doudaïev
Djokhar Moussaïevitch Doudaïev (en russe : Джохар Мусаевич Дудаев, en tchétchène : Дудин Муса кIант Жовхар), né peut-être le 15 février 1944 ou comme le mentionne sa femme « lors de la récolte de blé, un soir d'automne 1943 » à Ialkhoroï et mort le 21 avril 1996 à Gekhi-Chu, est un ancien général de l'armée de l'air soviétique médaillé de l'ordre de Lénine d'origine tchétchène, indépendantiste tchétchène, et homme d'État.
En 1990, il devient un des leaders indépendantistes tchétchènes qui veulent s'affranchir de l'URSS, alors que son éclatement se précise, puis de la Russie. Il est élu premier président de la république tchétchène d'Itchkérie en 1991 et déclare unilatéralement l'indépendance de cette dernière vis-à-vis de la République socialiste fédérative soviétique de Russie dans la foulée. La quasi-totalité de son mandat est marquée par la première guerre de Tchétchénie, déclarée par le président russe Boris Eltsine à la suite de cette déclaration d'indépendance. Il est tué par l'armée russe en 1996, juste avant la défaite de la Tchétchénie.

## Jeunesse et carrière militaire
Doudaïev voit le jour en 1944 au village de Ialkhoroï dans la république socialiste soviétique autonome (RSSA) de Tchétchénie-Ingouchie, peu de temps avant que Staline ordonne la déportation de nombreuses populations (Tchétchènes, Ingouches, Balkars, Kalmouks, Tatars de Crimée) les accusant à tort de collaboration avec les nazis. Il grandit au Kazakhstan soviétique, où sa famille a été déportée.
Les déportés sont autorisés à rentrer en 1957 par Khrouchtchev, ce que fait sa famille. Il prend des cours du soir pour devenir électricien et étudie l'électronique à Vladikavkaz pendant deux ans. Il entre ensuite en 1962 à l'école de pilotage militaire de Tambov et est diplômé en 1966. Il prétend à cette époque être Ossète pour éviter les discriminations contre les Tchétchènes. Il rejoint le Parti communiste en 1968 et étudie à la prestigieuse académie Gagarine de 1971 à 1974. Il épouse à cette époque Alla, une poétesse russe, avec qui il aura trois enfants.
Il sert dans une escadrille de bombardiers lourds de l'armée de l'air en Sibérie et en Ukraine, et participe à la guerre d'Afghanistan. Il monte régulièrement en grade et, en 1987, commande une unité de bombardiers nucléaires sur la base de Tartu, en Estonie, avec le grade de major-général,,. Il apprend l'estonien et fait preuve d'une grande tolérance vis-à-vis des nationalistes locaux, en particulier lorsqu'en 1988 il n'applique pas l'ordre illégal du leader de l'URSS Mikhaïl Gorbatchev d'arrêter les indépendantistes dans le Parlement estonien et de fermer la télévision,.
En 1990, sa division est retirée d'Estonie à la suite de la « révolution chantante », prélude à l'indépendance de ce pays. Il démissionne de l'armée en mai et retourne à Grozny, pour se lancer en politique.

## Carrière politique
En décembre 1990, il est élu chef du Comité exécutif du Congrès national tchétchène. Après avoir réclamé, lors de sa première session en novembre 1990, le statut de République Socialiste Soviétique (RSS), le mettant sur le pied d'égalité avec la RSS de Russie, ce Congrès adopte, lors de sa deuxième session en mai 1991, une déclaration demandant la définition d’une nouvelle relation juridique entre la République de Tchétchénie et la RSS de Russie.
En août 1991, Dokou Zavgaïev, le leader communiste de la RSSA, exprime publiquement son soutien au putsch de Moscou contre Gorbatchev. Après l'échec du putsch, l'URSS commence à se désintégrer en républiques indépendantes, sans que Gorbatchev ne puisse s'y opposer. Doudaïev profite de cette désagrégation pour s'en prendre à l'administration de Zavgaïev, ce dernier n'étant plus considéré comme fiable par Moscou. Le 6 septembre 1991, les militants indépendantistes du Congrès national tchétchène surgissent dans une session du Soviet suprême de Tchétchénie-Ingouchie et obtiennent la dissolution du gouvernement. Ce coup est approuvé par Boris Eltsine, qui est alors président de la République socialiste fédérative soviétique de Russie (RSFSR), en compétition avec un Gorbatchev affaibli politiquement. Eltsine mène en effet un combat contre le pouvoir soviétique et est alors un allié de circonstance avec Doudaïev. Cette alliance éphémère ne dure que quelques semaines. Le pouvoir russe revient à bas bruit sur ses prises de position en faveur des indépendantistes.

### Indépendance
En octobre 1991, Doudaïev est élu président de la nouvelle république tchétchène d'Itchkérie (Itchkérie signifiant « la patrie indépendante ») à 85 % des voix et déclare unilatéralement l'indépendance en novembre 1991,. L'Itchkérie est alors de facto un État indépendant. Bien que musulman, Doudaïev prône une Tchétchénie laïque, ce qui se traduit par l'établissement d'une constitution similaire à celle des États-Unis. À partir de cette déclaration d'indépendance, le climat se tend publiquement entre le pouvoir central de Moscou et le pouvoir tchétchène. Le Soviet suprême de Russie déclare le scrutin illégal. Le 9 novembre, Boris Eltsine envoie des troupes aéroportées à Grozny, mais elles doivent se retirer au bout de seulement trois jours face à une résistance imprévue. Doudaïev prête dans la foulée serment devant une foule en liesse à Grozny.
La Tchétchénie sécessionniste noue rapidement des relations diplomatiques avec la Géorgie et son premier président Zviad Gamsakhourdia. Quand ce dernier est expulsé fin 1991, Doudaïev lui accorde l'asile, et il assiste à son intronisation comme président. À Grozny, il participe à l'organisation de la première Conférence caucasienne, à laquelle sont conviés des groupes indépendantistes de toute la région. La république tchétchène d'Itchkérie n'aura aucune reconnaissance internationale en dehors de celle de la Géorgie. Les Ingouches forment la république d'Ingouchie, qui ne revendique pas son indépendance et est officiellement intégrée à la fédération de Russie en 1992.
La Tchétchénie réaffirme son indépendance « totale » en 1993.

### Difficulté du régime
En 1993, les méthodes autoritaires de Doudaïev lui valent des critiques au sein de la population et du parlement. Ce dernier réplique en dissolvant le parlement et en arrêtant ses opposants. Deux attentats sont tentés contre Doudaïev. Des groupes armés tchétchènes se constituent, et à plusieurs reprises au cours de l'année 1994, des coups de force, soutenus par les Russes, sont tentés contre Doudaïev mais ils échouent, notamment en novembre (opération appelée première bataille de Grozny). Après ces échecs, la Russie prépare une nouvelle opération militaire.

### Première guerre (1994-1996)
Le 1er décembre 1994, les forces fédérales russes bombardent l'aéroport de Grozny et détruisent l'aviation (des avions d'entraînement réquisitionnés en 1991). Le 11 décembre 1994, cinq jours après que Doudaïev et le ministre de la Défense russe Pavel Gratchev sont tombés d'accord pour désamorcer le conflit, les troupes russes envahissent l'Itchkérie,. La population tchétchène, qui commençait à se lasser de Doudaïev, lui rend alors son soutien.
Avant la chute de la ville en mars 1995, Doudaïev, dont un des deux fils est tué dans les premiers jours de la guerre, se replie dans le sud avec ses forces et continue à combattre jusqu'en 1995, depuis la capitale historique tchétchène, Vedeno (55 km au sud-est de Grozny). Malgré la défaite, il continue à croire à la victoire de ses troupes après la fin de la guerre conventionnelle en juillet 1995, et la guérilla tchétchène continue à attaquer les troupes fédérales russes. Un jihad est déclaré à la Russie par le mufti d'Itchkérie, Akhmad Kadyrov, et des volontaires étrangers débarquent en masse dans le pays, la plupart venant des républiques à forte majorité musulmane du Caucase (comme le Daghestan).

## Mort

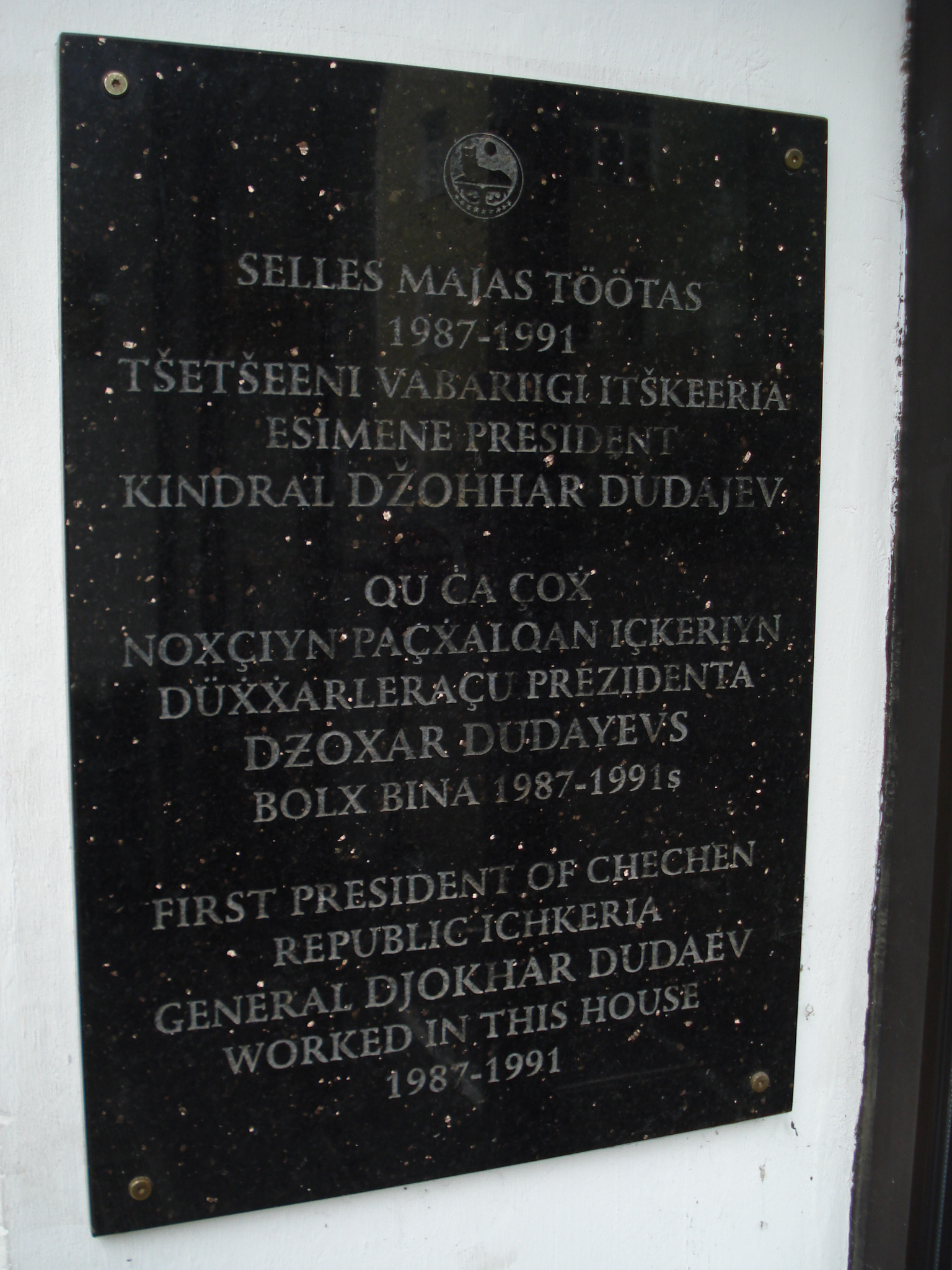
Plaque commémorative à l'hôtel Barclay de Tartu.

Il est tué le 21 avril 1996 près du village tchétchène de Gekhi-Chu. Plusieurs versions de cette mort existent, et la Russie n'a jamais clairement donné sa version détaillée des faits. La version communément admise est celle qu'il aurait été tué par deux missiles guidés par laser alors qu'il utilisait un téléphone par satellite. Sa localisation aurait été faite par un avion de reconnaissance russe qui avait intercepté le signal du téléphone. D'autres avions sont déployés (un Su-24 MR et un Su-25) pour le localiser et tirer le missile. Doudaïev aurait été en conversation avec un député libéral de la Douma servant de médiateur, Konstantin Borovoï, afin de trouver un moyen d'engager des pourparlers avec Eltsine,. Des avions de reconnaissance russes dans la zone surveillaient depuis quelque temps les communications satellite.
Une autre théorie évoque l'attaque combinée d'un missile et d'une bombe pré-positionnée à l'endroit où il avait l'habitude de se rendre pour téléphoner.
Sa mort est annoncée trois jours plus tard par Chamil Bassaiev. Son vice-président Zelimkhan Iandarbïev lui succède temporairement. Aslan Maskhadov devient ensuite président après avoir remporté les élections de 1997.

## Hommages
Diverses rues et places portent le nom de Djokhar Doudaïev :
- Ankara : Cahar Dudayev Meydanı (Place de Djokhar Doudaïev)
- Goražde : Ulica generala Džohara Dudajeva (Rue du Général Djokhar Doudaïev)
- Khmelnytsky : Вулиця Джохара Дудаєва (Rue de Djokhar Doudaïev)[26]
- Ivano-Frankivsk : Вулиця Джохара Дудаєва (Rue de Djokhar Doudaïev)
- Izmir : Cahar Dudayev Bulvarı (Boulevard de Djokhar Doudaïev)
- Lviv : Вулиця Джохара Дудаєва (Rue de Djokhar Doudaïev)
- Riga : Džohara Dudajeva gatve (Rue de Djokhar Doudaïev)
- Varsovie : Rondo Dżochara Dudajewa (Rond-point de Djokhar Doudaïev)
- Vilnius : Džocharo Dudajevo skveras (Place de Djokhar Doudaïev)

Lors de la guerre du Donbass, qui a débuté au printemps 2014, un bataillon paramilitaire de volontaires pro-ukrainiens a été nommé d'après Djokhar Doudaïev et était dirigé par l'ancien général tchétchène Issa Mounaïev. Il s'agit du bataillon Djokhar Doudaïev,.